# Piombo e sangue
Piombo e sangue (in originale Red Harvest), pubblicato anche come Raccolto rosso, è un romanzo giallo hard boiled dello scrittore statunitense Dashiell Hammett. Apparso in quattro puntate sulle pagine della rivista Black Mask dal novembre 1927 al febbraio 1928, fu edito per la prima volta in volume unico nel 1929 dalla casa editrice Knopf.

## Trama
Il protagonista della vicenda è un investigatore privato dell'agenzia Continental di San Francisco, giunto a Personville - una cittadina della remota provincia americana - dietro richiesta di un noto personaggio del luogo, Donald Willsson. Ma Willsson verrà assassinato la sera stessa in cui il detective si reca a casa sua per incontrarlo. La moglie di Willsson accoglie il detective ma dopo poco riceve una telefonata ed esce di casa, piantando in asso il suo ospite; dopo un po' la donna rientra sconvolta e con una scarpa sporca di sangue.
Continental Op inizia le indagini, per scoprire in breve tempo che quella che all'apparenza sembra una tranquilla cittadina è in realtà una ricca torta spartita fra i numerosi clan di una potente mafia locale. All'origine di tutto c'è la scelta del vecchio Elihu Willsson, il padre di Donald nonché patron del luogo, che pur di reprimere un virulento sciopero, all'epoca delle rivendicazioni delle sue maestranze, fece convergere a Personville loschi personaggi che imposero l'ordine con le cattive maniere. Tuttavia il posto piacque loro ed essi ne fecero il loro feudo. Così il vecchio Elihu dovette tenersi una mafia locale che lui stesso aveva contribuito a creare ma che era sfuggita al suo controllo.
C'era Pete il Finlandese, contrabbandiere di alcolici; Max Thaler detto "Bisbiglio", biscazziere; Noonan, il capo corrotto della polizia locale; ed altri manigoldi minori. Molti in città sospettano che sia stato proprio il vecchio Elihu a causare la morte del figlio, dal momento che gli aveva affidato la direzione dei giornali locali e quest'ultimo li aveva utilizzati per iniziare una campagna di moralizzazione, che sicuramente aveva potuto infastidire qualcuno dei boss. Ma si tratta di una spiegazione troppo lineare, come scoprirà presto Continental Op.
L'investigatore si imbatte in una sciatta bionda, contesa fra molti uomini, che è la chiave dell'omicidio di Willsson. Uno dei suoi amanti, un insospettabile impiegato di banca, ha ucciso Willsson per gelosia: un banale delitto passionale. Il colpo di scena sta nel fatto che, adesso, Continental Op si intestardisce nel voler portare a termine la missione che gli è stata assegnata; e cioè: ripulire Personville.

## Commento
Piombo e sangue è classificabile a pieno titolo nel sottogenere hard boiled della letteratura gialla.
Il romanzo appartiene al ciclo narrativo che vede come protagonista Continental Op, personaggio che Hammett utilizza in una sua ampia produzione letteraria; investigatore privato dell'agenzia Continental di San Francisco (Op sta per Operator), questo detective sovrappeso, scaltro e franco di cerimonie rappresenta uno dei protagonisti più rappresentativi del genere.
L'omicidio che dà l'avvio alla vicenda viene risolto dopo poche pagine ed è solo l'innesco che fa esplodere la storia vera e propria.
Un piccolo trattato sulla mafia locale statunitense degli anni venti; un gioco di scacchi in cui il protagonista è sempre sul punto di compiere una mossa sbagliata, forse fatale, riuscendo tuttavia ogni volta a salvare la partita. Continental Op gioca bene le sue carte e la fortuna gli dà spesso una mano; le soluzioni trovate da Hammett per realizzare le mosse e le contromosse dei personaggi non sono mai banali o forzate.
Più greve e meno raffinato rispetto ad altri romanzi di Hammett (ad esempio L'uomo ombra), Piombo e sangue mantiene per contro un filo narrativo serrato ed ossessivo, mentre la lunga teoria di delitti incrociati fra i clan, messi l'uno contro l'altro dal detective, procede implacabile e la razionalità stessa di Continental Op si avvelena progressivamente, come la città, ribattezzata oramai da tanti Poisonville.

## Edizioni italiane
- Piombo e sangue, trad. Marcella Hannau
  - Milano: Longanesi («I gialli proibiti» 16), 1954
  - in Tutto Dashiell Hammett (con prefazione di Mario Monti), Milano: Longanesi («I marmi» 31), 1962
  - in I grandi romanzi gialli di Dashiell Hammett, Milano: Longanesi («La gaja scienza» 215), 1976 ISBN 88-304-0760-7
  - Milano, Longanesi («I super pocket» 255), 1977
  - Milano: Rizzoli («BUR»), 1981 (con introduzione di Oreste Del Buono)
  - Parma: Guanda («Narratori della Fenice»), 1994 ISBN 88-7746-575-1
  - Parma: Guanda («Le fenici tascabili» 62), 2002 ISBN 88-8246-462-8
- Raccolto rosso, trad. Sergio Altieri
  - in Romanzi e racconti, Milano: Mondadori («Meridiani»), 2004 (con introduzioni di Roberto Barbolini e Franco Minganti) ISBN 88-04-49965-6
  - Milano: Mondadori («Oscar gialli» 2023), 2012 ISBN 978-88-04-61527-9